# Bardo (województwo wielkopolskie)
Bardo – wieś w Polsce położona w województwie wielkopolskim, w powiecie wrzesińskim, w gminie Września.
W latach 1975–1998 miejscowość administracyjnie należała do województwa poznańskiego.

## Historia
We wsi podpisano 9 maja 1848 kapitulację, kończącą walki powstańcze Wiosny Ludów w Wielkopolsce.

## Zabytki i osobliwości
We wsi znajdują się następujące zabytki i osobliwości:
- kościół pw. św. Mikołaja na wzgórzu z 1783 (klasycystyczny),
- figura Najświętszego Serca Pana Jezusa, ufundowana w 1930 r. przez Franciszka Eustachego Hutten-Czapskiego (1873-1953), zniszczona przez oficera nazistowskiego w 1944 r., przeniesiona przed Kościół i odmalowana w 2007 r. Pełną rekonstrukcję i renowację figury przeprowadzono w lipcu 2013 r.
- zespół dworski: dwór z XIX w., później rozbudowany na przełomie XIX i XX w. (z czterokolumnowym portykiem i herbem Leliwa), magazyn zbożowy z około 1910, wozownia z około 1910 (przebudowana na garaże i magazyny), murowane bramy z połowy XIX w. i park krajobrazowy (3 hektary) z początków XIX w., przearanżowany na początku XX w.,
- dom nr 23 z 1902 r.

## Galeria

Leliwa (herb szlachecki)
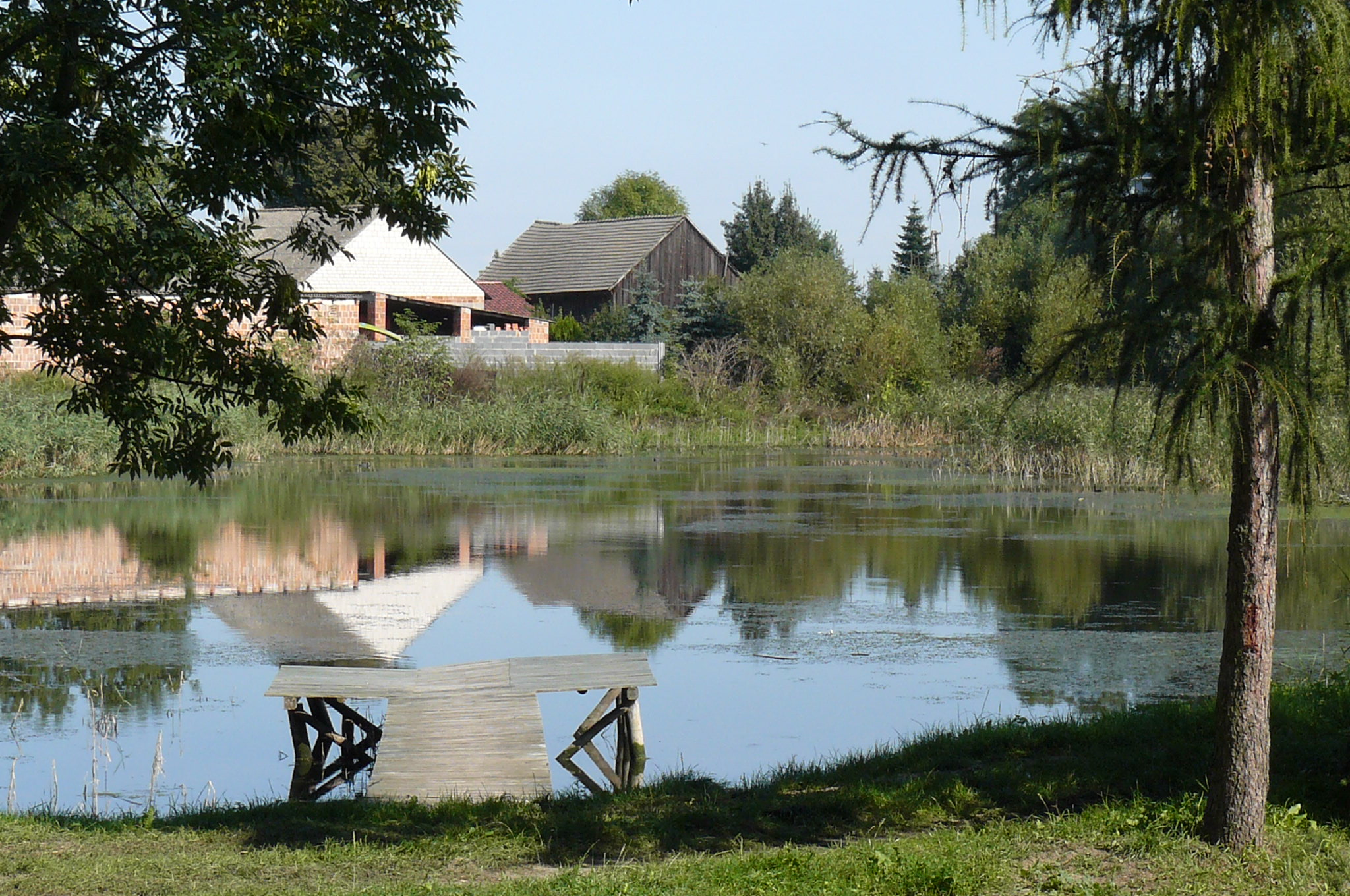
Centrum wsi ze stawem
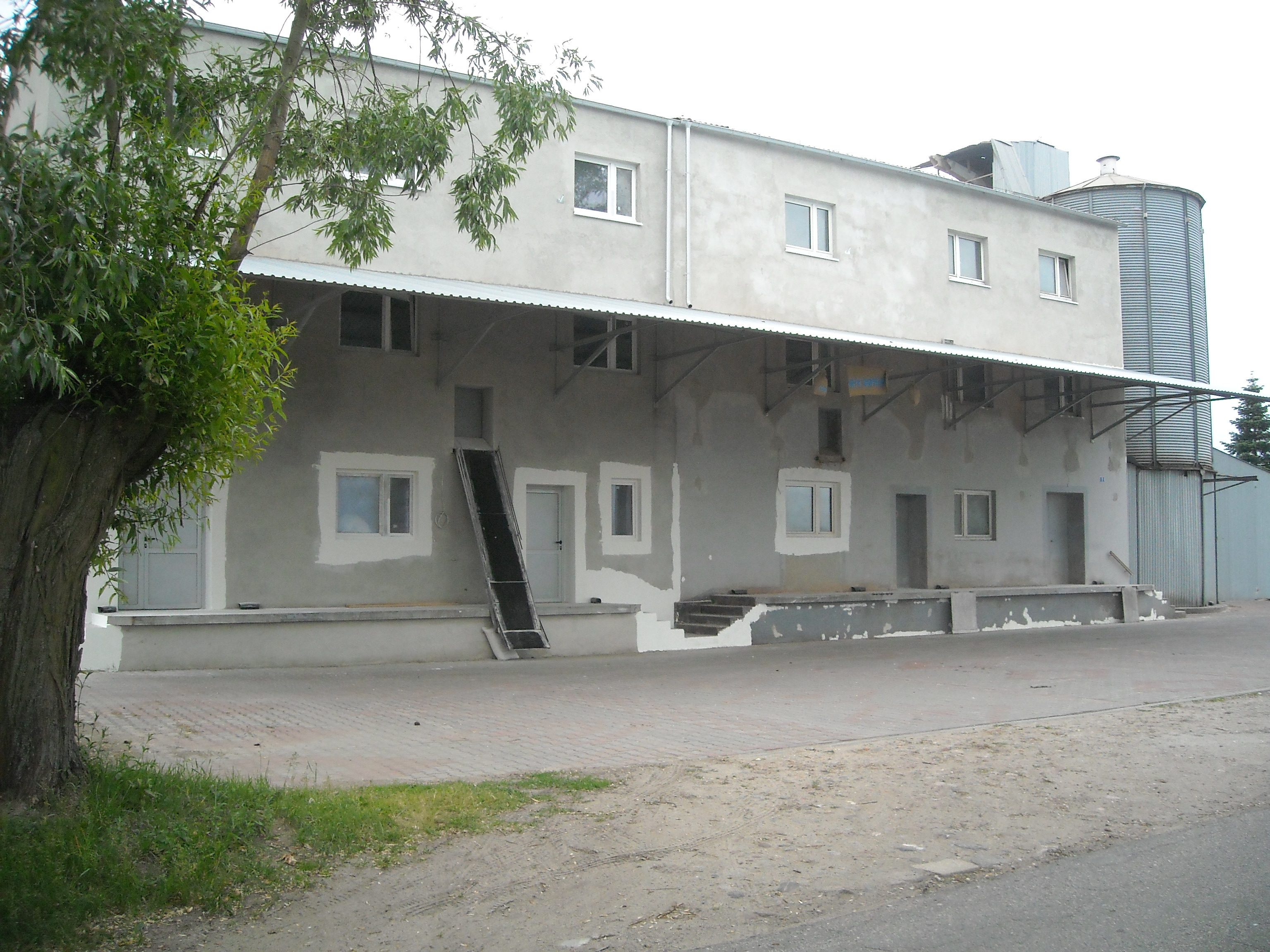
Młyn
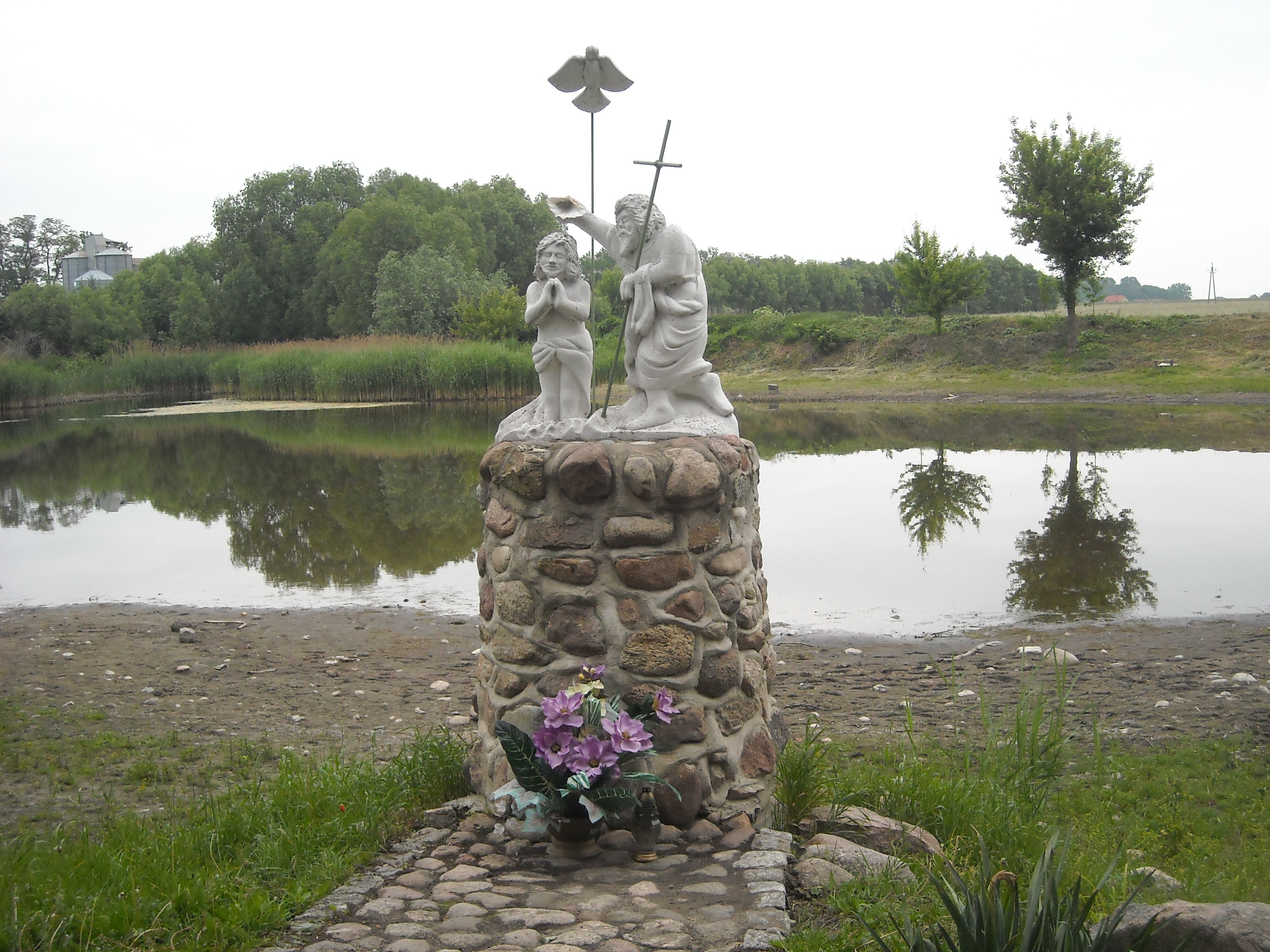
Figura Jana Chrzciciela
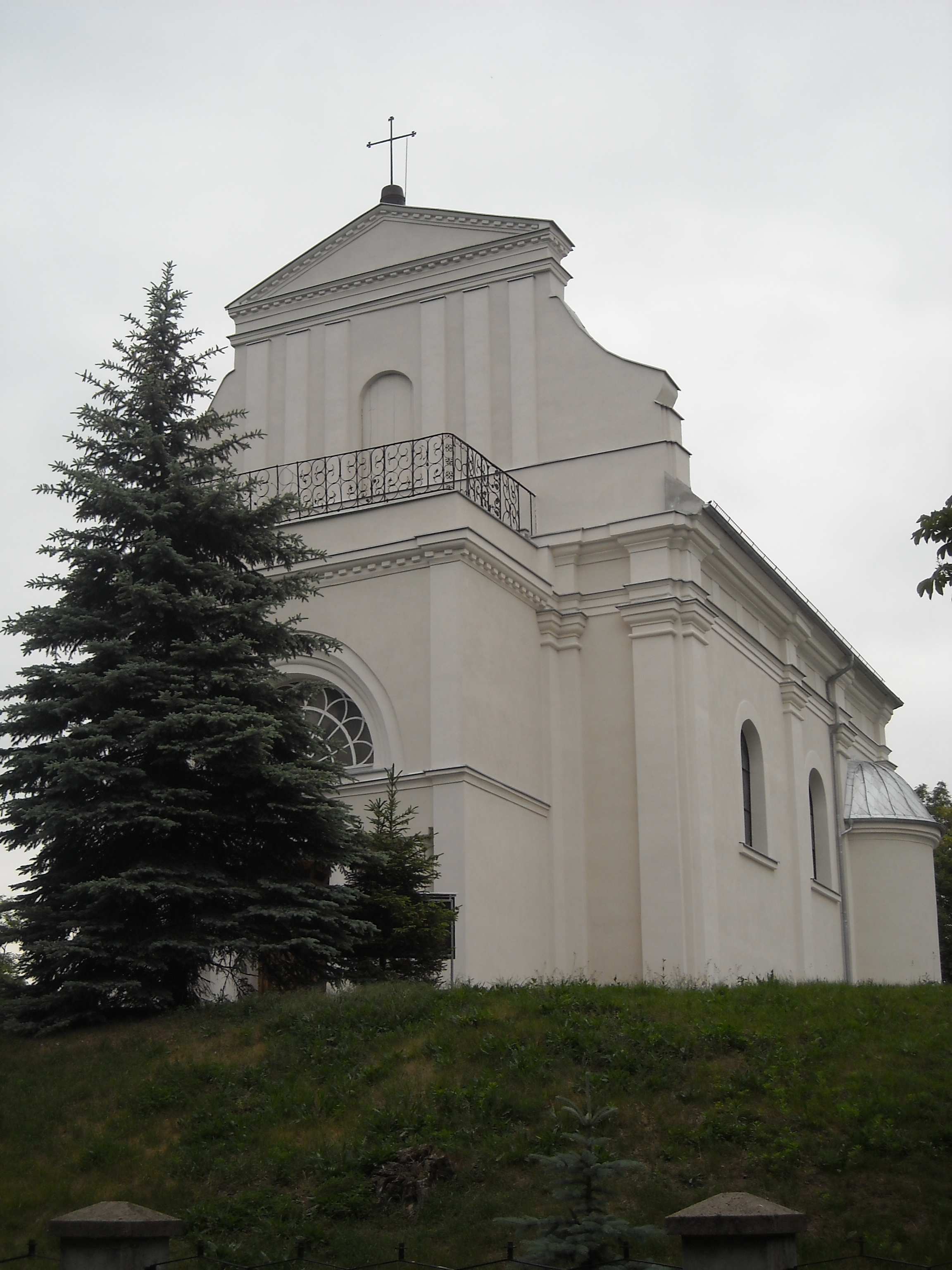
Kościół pw. św. Mikołaja
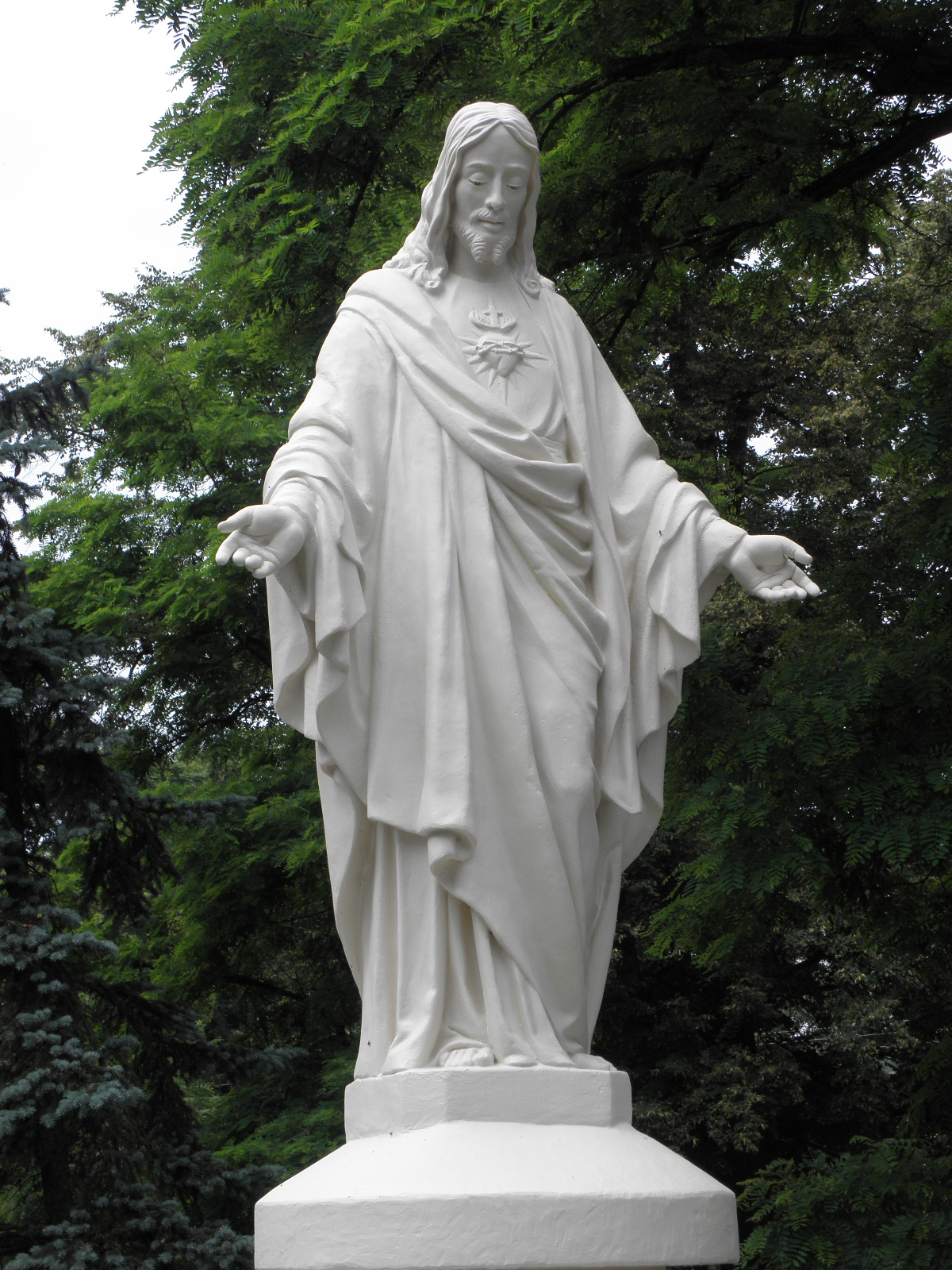
Figura Najświętszego Serca Pana Jezusa